# Chikkabennur, Chitradurga
Chikkabennur là một làng thuộc tehsil Chitradurga, huyện Chitradurga, bang Karnataka, Ấn Độ.